# Чика (гора)
Чика (алб. Maja e Çikës від алб. çikë — «дівчина») — гора на південному заході Албанії заввишки 2045 метрів. Найвища вершина Акрокераунських гір. Акрокераунські гори є частиною Албанської Рив'єри, розташовані уздовж узбережжя Іонічного моря від Саранди до півострова Карабурун.
Клімат — середземноморський. Вершина покривається снігом. На Чиці знаходиться витік річки Шушиця, притоки Вьоси.

## Флора
Гора знаходиться в області іллірійських листяних лісів у лісах помірної зони Палеарктики. На західному схилі вище 1800 метрів над рівнем моря ростуть сосна боснійська, сосна чорна, сосна румелійська, ялиця македонська і ялиця біла. Ця область є частина Національного парку «Ллогара». У нижньому поясі гори до висоти 800 метрів зустрічається чагарникові зарості маквіс, у яких домінують самшит вічнозелений та падуб гостролистий. Також тут ростуть ялівець смердючий, тис ягідний, явір, дуб кам'яний, дуб корковий. Ендеміком є звіробій виду Hypericum hapllophyllioides.

## Фауна
На схилах гори мешкають сип білоголовий, беркут, олень, косуля європейська, сарна.